# 柳家小さん (5代目)
5代目 柳家 小さん（やなぎや こさん、1915年1月2日 - 2002年5月16日）は、長野県長野市出身の落語家。剣道家、俳優としても知られた。本名：小林 盛夫。出囃子は「序の舞」。1995年、落語家として初の人間国宝に認定された。位階は従五位。全日本剣道連盟範士七段。
東京都豊島区目白に在住していたことから「目白の師匠」という通名があった。

## 来歴

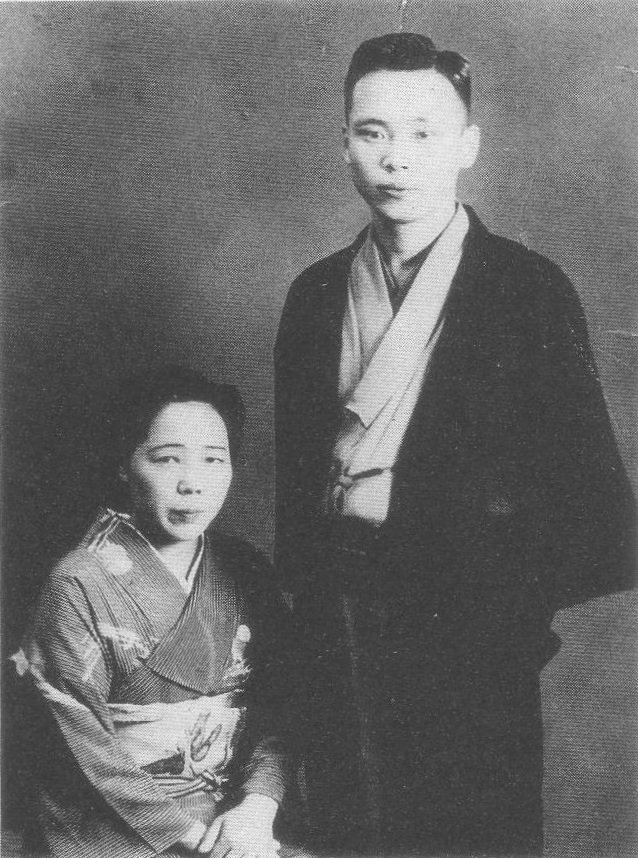
柳家小きん時代。生代子夫人と

5代目柳家小さん一門定紋
「剣片喰」

実父は、東京都五日市町（現在のあきる野市）出身で養蚕家であったが、長男ではなかったため家を出る。長野市で紡績業、次いで金融業を営むも破産し、東京府浅草に戻った。関東大震災の被災を免れた一家は丸の内に転居。この頃が「貧乏のどん底」で、兄と姉が十代で病死するほどだったが、父親が丸の内の弁護士事務所で住み込みの事務職に就くことができ、ようやく貧困から脱け出せ、進学も可能となった。
日比谷尋常小学校から麹町高等小学校に入学（いずれも現在の千代田区立麹町小学校）。ここでは剣道部の副将として東京市剣道大会で優勝している。卒業後は夜間学校の東京市立商業学校に入るが後に中退し、法律事務所の事務員として働きながら落語家を目指した。夜間学校時代、最初は画家を志し、昼間は絵の勉強をしていたが、父親が脳出血で急死したため、父の務め先の弁護士事務所で母が下働きをすることになり、小さんも学校を辞めて給仕として同所に入った。剣道で身を立てようとも思ったが、稽古のし過ぎで体を壊し断念した。
寄席好きの弁護士の影響で落語好きとなり、家族に内緒で1933年6月、4代目柳家小さんに入門するも、家族からは縁を切るとまで大反対された。4代目は人のあだ名を考えるのが巧かったが、5代目小さんには、「おまえは栗ににているから」と、「柳家栗之助」と名付けた。
前座時代の1936年、歩兵第3連隊に徴兵され、二等兵となる。同年2月26日に起こった二・二六事件では、決起部隊である野中四郎隊の重機関銃兵として警視庁占拠に出動した。小さんや同僚兵士は事前にまったくクーデター計画を知らされず、当日出動命令を受けて支給された弾薬が実弾だったことから「あれ、今日は、演習じゃねえんだな」と思った。反乱部隊の屯所に畑和（後の埼玉県知事）らとともに詰めていたが、むしろ「騒ぎを起こす者がいるので、自分たちは警備のため出動した」と聞かされていた。しかしおいおい事情が伝わり、知らぬうちに自分たちが反乱軍になっていると知って意気阻喪気味の兵士を見た指揮官に「士気高揚に一席やれ」と命令された。持ちネタの『子ほめ』を演じたが、「えらいことしちゃった」と気落ちしている兵士たちは笑うわけがない。「面白くないぞッ!」のヤジに、「そりゃそうです。演っているほうだって、ちっとも面白くないんだから」と返した、という（TBSラジオ「早起き名人会」1989年2月26日，3月5日）
1939年3月、除隊され、二ツ目に昇進。柳家小きんに改名。この頃、3代目三遊亭歌笑、4代目柳亭痴楽と共に「若手三羽烏」と呼ばれる。1942年に生代子夫人と結婚。1943年に長女の喜美子が誕生するも再徴兵される。翌年5月に復員。
1947年に真打昇進、9代目柳家小三治を襲名。真打昇進興行中に、師匠・4代目小さんが急死したため8代目桂文楽の預かり弟子になる。小三治時代、落語芸術協会から移籍をもちかけられたが、それを阻止するために落語協会は香盤を引き上げた。8代目桂文楽は、自身の総領弟子の6代目三升家小勝の一つ上でもよいといったが、さすがにそれでは小勝が可愛そうだという6代目三遊亭圓生の意見で、小勝の一つ下という位置になった。
1950年9月、5代目柳家小さんを襲名。
1962年に芸術祭賞奨励賞を、1967年に芸術祭賞奨励賞を受賞。1972年、6代目三遊亭圓生の後任で落語協会7代目会長に就任。1977年12月にはそれまで任意団体であった落語協会を社団法人化し、正式名称を社団法人落語協会とする。
1978年12月、生代子夫人が死去。1980年紫綬褒章を受章。1983年に第12回日本放送演芸大賞功労賞を受賞。真打昇進試験制度の結果を引き金に落語協会を脱退した7代目立川談志を破門する。
1984年に都民文化栄誉章を、1985年に勲四等旭日小綬章を受章。1986年に日本酒大賞を、1987年に第38回NHK放送文化賞を、1989年に浅草芸能大賞を、1993年に第13回伝統文化ポーラ賞大賞を受賞。
1995年5月31日、落語家初の重要無形文化財保持者（人間国宝）に認定される。同年豊島区名誉区民賞を受賞。また、胆のう炎で入院するが克服する。
1996年2月、脳梗塞のため入院。高座の合間に上野広小路でマッサージを受けている最中に発症した。この時、たまたま同室の客が東京大学の医師で迅速な対処を受けることができたため、後遺症が比較的軽く済んで高座に復帰することができた。弟子の鈴々舎馬風は新作落語『会長への道』でこの一件に触れ、「ツイてる男は違う」と評している。現在も同作に限らず、マクラでこのエピソードを語ることが多い。救急車の中で「高速は使うな、No高速（のうこうそく）」と言った、とネタにしているが真偽は不明である。復帰はしたものの、以後入浴などに介助が必要な障害が残った。障害を克服するため、剣道や居合の稽古をより行うようになったという。8月1日にほぼ四半世紀務めた落語協会会長を退任し、落語協会最高顧問に就任する。1999年10月1日、東京都名誉都民となる。2002年2月2日、鎌倉芸術館での「親子三人会」にて『強情灸』を演じ、これが生前最後の高座となった。
2002年5月16日午前5時ごろ、心不全のため87歳で死去。死去前夜「ちらし寿司が食べたい」と言い、寿司屋から取り寄せて夕食に食べ、「明日は、いなり寿司が食べたい」と言って寝室に行った。翌朝長女が起こしに行って異変に気がつく。夜中に心臓発作を起こして亡くなっていたという大往生だった。
死没日をもって従五位に叙される。戒名は本行院殿法勲語咄日盛居士（）。「落語という話芸で人々に大きな喜びを与えた大きな存在」という意味がある。墓所は世田谷区乗泉寺世田谷別院。
2008年には、かつて出演していた永谷園のテレビCMで、生前の映像を使用し孫の花緑と共演した。2009年には、生前の高座写真が大きく使われたサントリーの新聞広告（撮影：横井洋司）が準朝日広告賞を受賞している。

## 芸風
滑稽噺（）をもっぱら得意とし、巧みな話芸と豊富な表情で、1960年代には落語界の第一人者となる。特に蕎麦をすする芸は有名であり、日本一であるとの声が多い。本人も蕎麦を実際に食する際は、職業柄周囲の目を意識して落語の登場人物さながら汁を蕎麦の端にのみ付けていたらしく、最晩年になってから、「汁を最後まで付けてみたかった」と登場人物さながらの後悔を語った。

### 得意ネタ
- 青菜
- うどん屋
- お化け長屋
- 親子酒 （8代目三笑亭可楽から教わった）
- 笠碁 （3代目柳亭燕枝から）
- かぼちゃ屋
- 御慶
- 禁酒番屋
- 強情灸
- 碁泥

- 子別れ
- 三人旅
- 粗忽長屋（4代目柳家小さんから）
- たがや
- 狸賽
- たらちね
- 時そば
- 長屋の花見
- 二番煎じ
- にらみ返し

- 猫久
- 無精床
- 真二つ
- 饅頭こわい
- 水屋の富
- 宿屋の仇討
- 宿屋の富
- 湯屋番
- 気の長短（3代目桂三木助から）
- らくだ（4代目桂文團治から）
- 文七元結

ほか多数
余芸で百面相も披露していた。

## 他の落語家との関係
本名が同じ「こばやし もりお」である縁で、8代目三升家小勝（表記は小林守巨）によく稽古をつけていた。
弟子である4代目桂三木助の本名は小さんと完全に同姓同名の「小林盛夫」であるが、これは4代目三木助の父である3代目桂三木助（本名：小林七郎）と小さんが義兄弟の杯を交わすほどの大親友であり、3代目三木助が息子に「小さんのようになってほしい」との願いを込めて同じ名前を付けたためである。なお、4代目三木助の入門後は全くの同姓同名であるために郵便物の取り違えが多発したという。
同じく人間国宝である3代目米朝と「落語国宝二人会」を開催したり、息子の柳家三語楼（現：6代目柳家小さん）・孫の柳家花緑と親子三人会をやったことがある。米朝が人間国宝に認定されたとき、記念番組で「落語界の今後のために、互いに精進していこう」と祝いのコメントを出した。その後、前述の落語会やいくつかの番組で共演をしている。

## 人物
性格は非常に穏やかで、落語協会会長時代に真打の大量昇進を実施したのは「落語家の生活がよくなるように」 という願いからであった。そのため真打制度への見解の相違から6代目三遊亭圓生らが落語協会を脱退した時は「話し合いにも来ないで」と感じていたという。弟子が居ない時は一人で掃除や洗濯をするなど苦労を惜しまない性格で、大御所でありながら情にもろく、周囲の意見をよく聞くという面があった。一方でそれらが災いし、協会分裂騒動や真打昇進試験の是非を巡る混乱につながったという指摘がある。
永谷園即席みそ汁「あさげ」のテレビ広告で発売当初から人気を博した。また、墓所・墓石業の須藤石材のテレビ広告と広告で長らく活躍した。永谷園と須藤石材のテレビ広告は死後、孫の花緑が跡を継いでいる。
墓の案内看板に「これより二つ目　柳家小さん」と書かれていた。墓の位置を示したものが、落語用語の二つ目を連想させたため、これをネタにした落語家もいた。現在は「二基目」と書き直されている。息子の6代目小さんは、「初々しくて良いのではないか」というニュアンスの発言を著書でしている。
小さんが人間国宝に認定された際、日本テレビ系番組『進め!電波少年』において「人間国宝を磨きたい！」（1995年4月30日放送分）という企画で松村邦洋がアポなしで自宅を訪問して来たが、小さん自らこれに対応したところ突如として松村により頭を手拭いで磨かれた。
宗旨は本門佛立宗で、弟子が掃除などのために家に来たとき、仏壇の前でお題目を唱えていたという。
1991年9月、幸福の科学が代表・大川隆法に関する雑誌『FRIDAY』の記事の内容に抗議して講談社前でのデモや訴訟などを起こした際（講談社フライデー事件）、家にフライデー編集部と誤認した（電話番号が似ていたためと思われる）会員からの抗議電話がひっきりなしにかかってきて対応に苦慮したことをフジテレビ『THE WEEK』のカメラに語った。この時、番組にスタジオ生出演していた会員の景山民夫はカメラに向かって平謝りしていた。
最晩年まで入れ歯を用いず、自分の歯であることが自慢のひとつであった。

### 剣道家として
13歳の頃から剣道を学んだ。麹町高等小学校では剣道部副将として東京市剣道大会で優勝。職業剣道家を目指すが中耳炎で断念した。生涯を通じて剣道を続け、範士七段まで昇段した。剣道専門誌の『剣道日本』の記事にたびたびなっており、「落語と剣道、どっちが好きかって聞かれたら、剣道って言いますよ」と語ったことがある。
財団法人東京都剣道連盟の顧問を務め、自宅を改装して道場を作り、弟子たちに剣道を教えた。弟子の一人、柳家小団治は現在剣道七段である。
剣道の他に居合道や二天流剣術を学んでおり、広く剣術に造詣が深かったといえる。

## 出演作品

### テレビドラマ
- 東京築地三丁目（1971年、TBS）
- 千葉周作 剣道まっしぐら 第29話「あっぱれ おやじ剣法」（1971年、TBS）- 岡崎源造
- 非情のライセンス 第1シリーズ 第9話「兇悪の道」（1973年、NET） - 徳田 役
- じんじんの仁（1974年、東京12チャンネル） - 柳家小さん（本人）役
- 水色の時（1975年、NHK総合 連続テレビ小説） - 春々亭久里丸 役
- 土曜ドラマ 素直な戦士たち（1979年、NHK総合）
- 獅子の時代（1980年、NHK総合 大河ドラマ） - 車屋の親方 役
- 玉ねぎむいたら…（1981年、TBS） - 剣道の師範・道場主 役
- 世にも奇妙な物語 「バカばっかりだ」（1991年、フジテレビ系）
- 実録犯罪史シリーズ『昭和の説教強盗　命はとらぬ金を出せ！』（1991年、フジテレビ系）

### 映画
- 「可否道」より なんじゃもんじゃ（1963年、松竹） - 春遊亭珍馬 役
- 新・与太郎戦記（1969年、大映） - 院長 役
- 男はつらいよ 奮闘篇（1971年、松竹） - ラーメン屋 役
- 春だドリフだ全員集合!!（1971年、松竹） - 大真打ちの師匠 役
- 祭りだお化けだ全員集合!!（1972年、松竹） - 落語家 役
- にっぽん美女物語（1974年、松竹） - 自然和尚 役
- にっぽん美女物語 女の中の女（1975年、松竹） - 自然和尚 役
- 俺たちの時（1976年、松竹） - 弥五郎 役
- 美女放浪記（1977年、松竹） - 自然和尚 役
- 地獄の蟲（1979年、マツダ映画社） - 旅人 役
- グッドラックLOVE（1981年、東宝） - 松宮久平 役
- 人形嫌い（1982年、東宝東和） - 屋台のおでん屋 役
- 信号ばか（1990年、菅田事務所） - 和尚 役
- 平成狸合戦ぽんぽこ（1994年、スタジオジブリ・東宝） - 鶴亀和尚 役（声の出演）
- スクリーンで観る高座　シネマ落語「落語研究会　昭和の名人　四」（2012年、松竹）
- スクリーンで観る高座　シネマ落語「落語研究会　昭和の名人　五」（2013年、松竹）
- スクリーンで観る高座　シネマ落語「落語研究会　昭和の名人　六」（2013年、松竹）

### CM
- 岡村製作所 ホームユニット（1974年）
- 永谷園 「あさげ」「ゆうげ」「ひるげ」など（ ‐ 1990年8月[10]）
- 須藤石材
- アデランス
- 理研軽金属工業
- 清酒大関（1975年）田宮二郎と共演
- 日立 温風クリアヒーター
- 興和 アイボリークリームシャンプー

### 著書
- 『柳家小さん集』上下 東京大学落語研究会OB会編 青蛙房 1966-67
- 『小さん落語集』旺文社文庫 1987
- 『古典落語 小さん集』（1990年、ちくま文庫） ※編集：飯島友治。 ISBN  978-4924725218
- 『咄も剣も自然体』（1994年、東京新聞出版局） ISBN 978-4808304782
- 『五代目柳家小さん落語全集』小学館 CDブック 2000

### 共著
- 『柳家小さん 芸談・食談・粋談』興津要編（大和書房、1975年）
  - 興津との共著として中公文庫、2013
- 『抱腹絶倒 五代目小さんの昔ばなし』川戸貞吉共著 冬青社 1988
- 『五代目柳家小さん 芸談』（2003年、冬青社） ※川戸貞吉との共著。 ISBN 978-4887730137

## 一門弟子
大らかな性格から多数の門下を抱えた。直弟子、孫弟子、曾孫弟子まで合わせると現在の落語協会では最大の人数を誇り、また東西落語界を合わせても、平成期まで存命であった者の一門としては最多である。現役の者は太字で表記。
直弟子数は30名を越え、一門全体では協会加盟の者だけで総勢100名近く、離脱した立川談志一門を含めると140名弱という、極めて巨大な一門といえる。そのためか、近年の落語協会の会長・幹部は小さん一門の弟子が多い（特に会長は9代目以降4人続けて小さんの直弟子が就任した）。
※以下、この字体は存命者。

### 直弟子
- 4代目柳家小せん - 総領弟子
- 2代目柳家さん助
- 5代目柳家つばめ
- 10代目柳家小三治 - 落語協会10代目会長、人間国宝
- 5代目鈴々舎馬風 - 落語協会9代目会長
- 6代目柳亭燕路
- 柳家小のぶ
- 柳家さん吉
- 6代目柳家つば女
- 柳亭金車
- 2代目柳家菊語楼
- 6代目柳家小團治
- 柳家さん遊
- 柳家さん喬 - 落語協会12代目会長（現職）
- 2代目柳家さん八
- 柳家小袁治
- 柳家小里ん
- 4代目桂三木助 - 3代目桂三木助の息子
- 柳家三寿
- 柳家小ゑん
- 4代目柳亭市馬 - 落語協会11代目会長
- 柳家花緑 - 5代目小さんの孫、6代目小さんの甥。最後の弟子
- 柳家小三太
- 柳家さん福

### 他門下から移籍
何度かの分裂・離脱騒動や、その逆の落語芸術協会からの流入において、小さん自身がその受け皿となることも多かった。
5代目柳家つばめ門下から
早逝したため孫弟子を門下に受け入れた。
- 柳亭風枝 - 最初の師匠2代目三遊亭百生死後、5代目つばめ門下へ
- 3代目柳家権太楼
- 夢月亭清麿

3代目桂三木助門下から
- 9代目入船亭扇橋
- 2代目柳家小はん

8代目桂文楽門下から
- 柳家さん枝
- 3代目柳家小満ん

3代目三遊亭金馬門下から
- 柳家きん平

6代目三遊亭圓生門下から
- 川柳川柳 - 落語協会分裂騒動の際に、圓生に付き従わず破門されたため門下に受け入れた。

落語芸術協会から移籍
鈴本演芸場と落語芸術協会の確執から芸術協会が鈴本に出演しなくなり、出番の減少を危惧し移籍した。
2代目桂小南門下から
- 二代目桂文朝 - 3代目三遊亭金馬死後小南門下へ。
- 桂南喬

2代目桂枝太郎門下から
- 3代目桂文生 - 弟子の桂きん治も師に付き従い移籍した。

### 色物
- あした順子・ひろし - 漫才
- 柳家紫朝 - 粋曲・新内語り
- 柳月三郎 - 粋曲
- 明石寿々栄 - 粋曲

### 一門を離れた者
- 7代目立川談志 - 破門、後に落語立川流を創設。
- 先々代柳家小三太 - 協会を離脱し事実上のレッスンプロ。
- 6代目柳家小さん - 小さん長男、師匠の死後は兄弟子の5代目鈴々舎馬風一門に移籍（よって系譜上は直弟子から孫弟子へ）。
- 柳家小よし - 悠玄亭玉介門下へ移籍し幇間へ転じる。

#### 廃業
- 桂木久次 - 三木助門下から移籍。

## 家族
- 息子：6代目柳家小さん
- 孫：小林十市・柳家花緑

## 5代目 柳家小さんを演じた俳優
- 柳亭市馬（4代目）：人生、成り行き 天才落語家・立川談志 ここにあり（2013年・NHK BSプレミアム)
- 角野卓造：BS笑点ドラマスペシャル（2020年〜・BS日テレ）